# Соледад (ТВ серија)
Соледад (шп. Soledad) перуанска је теленовела, продукцијске куће América Producciones, снимана током 2001. и 2002.
У Србији је приказивана током 2002. и 2003. на телевизији Пинк.

## Синопсис
Соледад је једноставна и бистра девојка. Као најстарија од четворо деце породице Дијаз која је рано остала без оца, припала јој је незахвална улога да у свему буде подршка мајци Алми, сестрама Антонији и Фатими, као и брату Хуанху. У вези је са Дијегом, младићем из краја кога зна од детињства. Иако га не воли, уверена је да ће се за њега и удати. Али… У све се умеша неко трећи, и то фатално. Овог пута то је учинио Мигел Анхел, кога ће Соледад упознати сасвим случајно. Наиме, излазећи из цвећаре Соледад се саплела и налетела на дотичног. Опчињеност ће бити обострана, али све би остало само на томе да се живот није потрудио да им поново укрсти путеве. Испоставиће се да Соледад треба да почне да ради као секретарица управо у фирми чији је директор Мигел Анхел. Заљубљује се у њега, али безнадежно, пошто је њен шеф већ ожењен, и то много старијом женом. Њих двоје се зближавају и препуштају љубави, али ће се на путу њиховој срећи испречити Викторија, која не жели да га се одрекне, иако је свесна да је никада није волео и да је Соледад права жена за њега.

## Ликови
- Соледад (Кораима Торес) - посвећена је породици. Амбициозна је и вредна. Не верује у љубав на први поглед, те је уверена да ће се ускоро удати за Дијега. Али…
- Мигел Анхел Оливарес (Гиљермо Перез) - растао је у сиротишту и упорношћу успео да постане власник једне од највећих перуанских фирми које су у служби женске лепоте. У браку је са много старијом Викторијом. Слови за великог женскароша, чијем шарму није одолела ниједна манекенка. Ипак, када буде упознао Соледад, његова репутација заводника биће угрожена.
- Викторија (Лупита Ферер) -  богата је и наследница. Она је хладна, прорачуната и будући да је удата за млађег, лепог мушкарца, љубоморна је и оптерећена жељом да вечно остане лепа и млада. Њене жаоке понајвише ће на својој кожи осетити сирота Соледад.
- Дијего Гарсија (Хавијер Ечаварија) - доктор. Веома је праведан и пожртвован, па га сви поштују. У Соледад је заљубљен још од малих ногу и намерава да је ожени, али ће му та „голубица“ излетети из руку.
- Алма Кастиљо (Марија Кристина Лозада) - Соледадина је мајка. Чува велику тајну у вези са покојним супругом. Слови за добру жену, креативну али и старомодну. Мада деци жели само најбоље, понекад их гуши принципијелношћу и великим очекивањима.
- Фатима (Милагрос Видал) - најмлађа је Соледадина сестра, несташна је и препуна енергије, па често упада у невоље. Њен једини сан је да се уда.
- Антонија (Карина Калмет) - лепа је, племенита и осећајна девојка. Настоји увек да помогне сестри Соледад.
- Хуанхо (Габријел Анселми) - једини је мушкарац у породици Дијаз. Међутим, иако је цео живот окружен женама, може се рећи да о њима много зна. Одржава тајну љубавну везу са женом свог шефа.

## Улоге
| Глумац:                | Улога:                         |
| ---------------------- | ------------------------------ |
| Кораима Торес          | Соледад Дијаз Кастиљо          |
| Гиљермо Перез          | Мигел Анхел Оливарес           |
| Лупита Ферер           | Викторија Алварез Калдерон     |
| Каталина Серано        | Грасијела                      |
| Соња Оквендо           | Лаура Алварез Калдерон         |
| Марија Кристина Лозада | Алма Дијаз Кастиљо             |
| Карина Калмет          | Антонија Дијаз Кастиљo         |
| Теди Гузман            | Ева Родригез                   |
| Марта Фигероа          | Сузана Алварез Калдерон        |
| Ернан Ромеро           | Хорхе Бустаманте               |
| Ренато Росини          | Коки Бустаманте                |
| Габријел Анселми       | Хуан Хосе Хуанхо Дијаз Кастиљо |
| Берни Паз              | Леонардо Лео Гарсија           |
| Каролина Агилар        | Кармен Перез                   |
| Флор де Марија         | Андраде Долорес Руиз           |
| Силвана Аријас         | Лусија Рејес                   |
| Мари Пили Бареда       | Беатриз Агилар                 |
| Ернесто Кабрехос       | Суавино                        |
| Барбара Кајо           | Данијела Бустаманте            |
| Хајди Касерес          | Маргарита Рејес                |
| Хавијер Ечеварија      | Дијего Гарсија Нуњез           |
| Марисјело Ефио         | Тереза Муњоз                   |
| Татјана Еспиноза       | Коти де Гузман                 |
| Рикардо Фернандез      | Аурелио Гарсија                |
| Серхио Галијани        | Мачито Гузман                  |
| Гонзало Медина         | Фаусто                         |
| Карлос Места           | Федерико Фико Мендез           |
| Наталија Монтоја       | Урсула Чавез                   |
| Ана Сесилија Натери    | Сокоро Гарсија Нуњез           |
| Евелин Ортиз           | Карибљанка                     |
| Марсело Оксенфорд      | дон Октавио Салазар            |
| Моника Роси            | Ана Лопез                      |
| Хосе Луис Руиз         | Маркос Гроф                    |
| Ванеса Саба            | Рафаела                        |
| Џоана Сан Мигел        | Делисија Моралес               |
| Едуардо Серано         | Гонсало                        |
| Карен Спано            | Лесли                          |
| Наталија Стрејгнард    | Дебора Гутијерез               |
| Карлос Тусио           | Хустино Ромеро                 |
| Луис Алберто Урутија   | Густаво Таво Салазар           |
| Фернандо Васкез        | Марсело Силва                  |
| Марија Анхелика Вега   | Ћаро Рејес                     |
| Милагрос Видал         | Фатима Дијаз Кастиљо           |
| Жан Пјер Висмара       | Карамело                       |